# Srebrov nitrat
Srebrov nitrat, s kemijsko formulo AgNO3, je reagent za dokaz Ag+ ionov v kvalitativni analizi. Ob dodatku AgNO3 nastane težko topni bel AgCl. Reakcija je selektivna, saj se ob prisotnosti HNO3 obarja le AgCl. 
Ag+ + Cl-  ⇔  AgCl
AgCl je topen v NH3 ( KCN, Na2S2O3):
AgCl  +  2NH3 ⇔  [Ag(NH3)2]+  +  Cl-
Ob dodatku HNO3 pa se znova obarja AgCl:
[Ag(NH3)2]+  +  Cl-   +  2H+   ⇔  AgCl  +  2NH4-
Srebrov nitrat v industriji uporabljajo predvsem za ogledala.